# Petrés
Petrés – gmina w Hiszpanii, w prowincji Walencja, we wspólnocie autonomicznej Walencja, o powierzchni 1,87 km². W 2011 roku liczyła 1019 mieszkańców.